# Le nozze (film 1972)
Le nozze (Wesele) è un film del 1973 diretto da Andrzej Wajda.